# Goffontaine
Goffontaine is een plaats in de Belgische gemeente Pepinster, behorende tot de deelgemeente Cornesse
Goffontaine ligt aan de Vesder. De N61 en de Spoorlijn 37 lopen eveneens langs Goffontaine.

## Bezienswaardigheden
- De Sint-Munokerk (Église Saint-Monon)
- De Moulin Fisenne

## Nabijgelegen kernen
Cornesse, Fraipont, Nessonvaux, Pepinster